# Sphaerodoridium bisphaeroserialis
Sphaerodoridium bisphaeroserialis är en ringmaskart som beskrevs av Hartmann-Schröder 1974. Sphaerodoridium bisphaeroserialis ingår i släktet Sphaerodoridium och familjen Sphaerodoridae. Inga underarter finns listade i Catalogue of Life.